# Massacre em Buffalo em 2022
O massacre em Buffalo em 2022 foi um crime ocorrido em 14 de maio de 2022, quando Payton Gendron, de apenas 18 anos, matou 10 pessoas afrodescendentes e feriu outras três no Supermercado Tops na Jefferson Avenue 1200, em Buffalo, Nova York, usando uma arma de fogo. 
Payton, que foi depois descrito como um supremacista branco, foi condenado à prisão perpétua sem direito à liberdade condicional em 15 de fevereiro de 2023 no Tribunal Estadual de Nova Iorque.  
Sua sentença no Tribunal Federal ainda não foi anunciada, mas ele enfrenta a pena de morte. 

## Crime
Aproximadamente às 14h30 EDT, o atirador chegou ao Tops Supermarket, que estava lotado, por ser sábado, reporta o Buffalo News. Ele atirou em quatro pessoas no estacionamento, três das quais morreram. Ele então entrou no local, mas um guarda de segurança, um ex-oficial do Departamento de Polícia de Buffalo, tentou detê-lo, disparando sua arma. Devido ao colete à prova de balas, os tiros não detiveram o criminoso e o guarda foi baleado e morreu no local. Ele entrou no supermercado, onde atirou em diversas pessoas e depois saiu para a frente do Tops. Segundo o relato de uma testemunha para o Buffalo News, ele apontou a arma para sua própria cabeça, no que parecia ser uma tentativa de suicídio, tendo depois se colocado de joelhos, ainda com a arma apontada para si mesmo. Quando os policiais chegaram, conseguiram convencê-lo a largar a pistola e ele acabou preso, sem mostrar resistência. "Parecia que ele estava esperando que os policiais atirassem nele", disse a testemunha.
O criminoso, que transmitiu o ataque na plataforma de vídeos Twitch e postou um manifesto descrevendo-se como um supremacista branco, foi preso e posteriormente identificado como Payton Gendron, um jovem de 18 anos que morava em Conklin, Nova York, há mais de 300 km da de Buffalo. "A emissora americana CBS noticiou que o agressor gritou insultos raciais ao abrir fogo", reportou a BBC Brasil. 

## Vítimas
Todas as vítimas fatais (abaixo) eram afrodescendentes, mas Payton também atingiu duas vítimas brancas e outra afro-americana que não morreram: 
- Roberta A. Drury (32), de Buffalo
- Margus D. Morrison (52), de Buffalo
- Andre Mackniel (53), de Auburn
- Aaron Salter (55), de Lockport
- Geraldine Talley (62), de Buffalo
- Celestine Chaney (65), de Buffalo
- Heyward Patterson (67), de Buffalo
- Katherine Massey (72), de Buffalo
- Pearl Young (77), de Buffalo
- Ruth Whitfield (86), de Buffalo

## Reações
A governadora Kathy Hochul, o deputado Brian Higgins, a procuradora-geral Letitia James e muitos outros condenaram o tiroteio. “Estou monitorando de perto o tiroteio em uma mercearia em Buffalo. Oferecemos assistência às autoridades locais. Se você estiver em Buffalo, evite a área e siga as orientações das autoridades policiais e locais”, escreveu a governadora em seu Twitter.

## Investigações
A polícia descobriu após o crime que Payton havia planejado o ataque no Tops por vários meses e que ele havia chegado a fazer a contagem das pessoas afrodescendentes que frequentavam o local. Durante o crime ele usou um colete à prova de balas, um rifle Bushmaster XM e portava outros equipamentos táticos, o que foram provas a mais de um ataque planejado. Segundo as investigações, além das postagens racistas nas redes sociais, ele também havia divulgado uma lista com os nomes dos atiradores em massa que  admirava. 

## Prisão, julgamento e pena
Payton foi preso no local do crime e depois se declarou culpado pelos crimes de assassinatos racistas e atos de terrorismo. 
Em 14 de julho de 2022 o Grande Júri Federal fez 27 acusações contra Payton Gendron por 14 violações da Lei de Prevenção de Crimes de Ódio Matthew Shepard e James Byrd Jr. (Lei Shepard-Byrd) e 13 crimes com armas de fogo em conexão com o tiroteio. As 27 acusações incluíam, entre outras, 10 crimes de ódio que resultaram em morte, três crimes de ódio envolvendo uma tentativa de morte e 13 acusações de uso, porte ou disparo de arma de fogo relacionado a crimes de ódio. 
No Tribunal Estadual de Nova Iorque ele foi condenado à prisão perpétua sem direito à liberdade condicional em fevereiro de 2023. "Não há lugar para você ou suas ideologias ignorantes, odiosas e malignas em uma sociedade civilizada. Não pode haver misericórdia para você, nem compreensão, nem segundas chances. O dano que você causou é muito grande e as pessoas que você feriu são muito valiosas para esta comunidade. Você nunca mais verá a luz do dia como um homem livre", disse o juiz ao ler a sentença. 
Na Corte Federal o Procurador pediu, em janeiro de 2024, a pena de morte e ele ainda não foi julgado.

## Atualizações
Quando do anúncio de que poderia ser condenado à morte por um Tribunal Federal, familiares de algumas vítimas "moveram diversas ações civis por homicídio culposo contra as redes sociais Meta, Google e YouTube". Eles acreditam que Payton foi radicalizado por supremacistas brancos que incentivavam o ódio racial e a violência de forma online.